# Opsodoras
Opsodoras is een geslacht van straalvinnige vissen uit de familie van de doornmeervallen (Doradidae).

## Soorten
- Opsodoras boulengeri (Steindachner, 1915)
- Opsodoras morei (Steindachner, 1881)
- Opsodoras stuebelii (Steindachner, 1882)
- Opsodoras ternetzi Eigenmann, 1925